# Station Lincoln Central
Lincoln Central is een spoorwegstation van National Rail in Lincoln, Lincoln in Engeland. Het station is eigendom van Network Rail en wordt beheerd door East Midlands Railway. Het station is geopend in 1846.

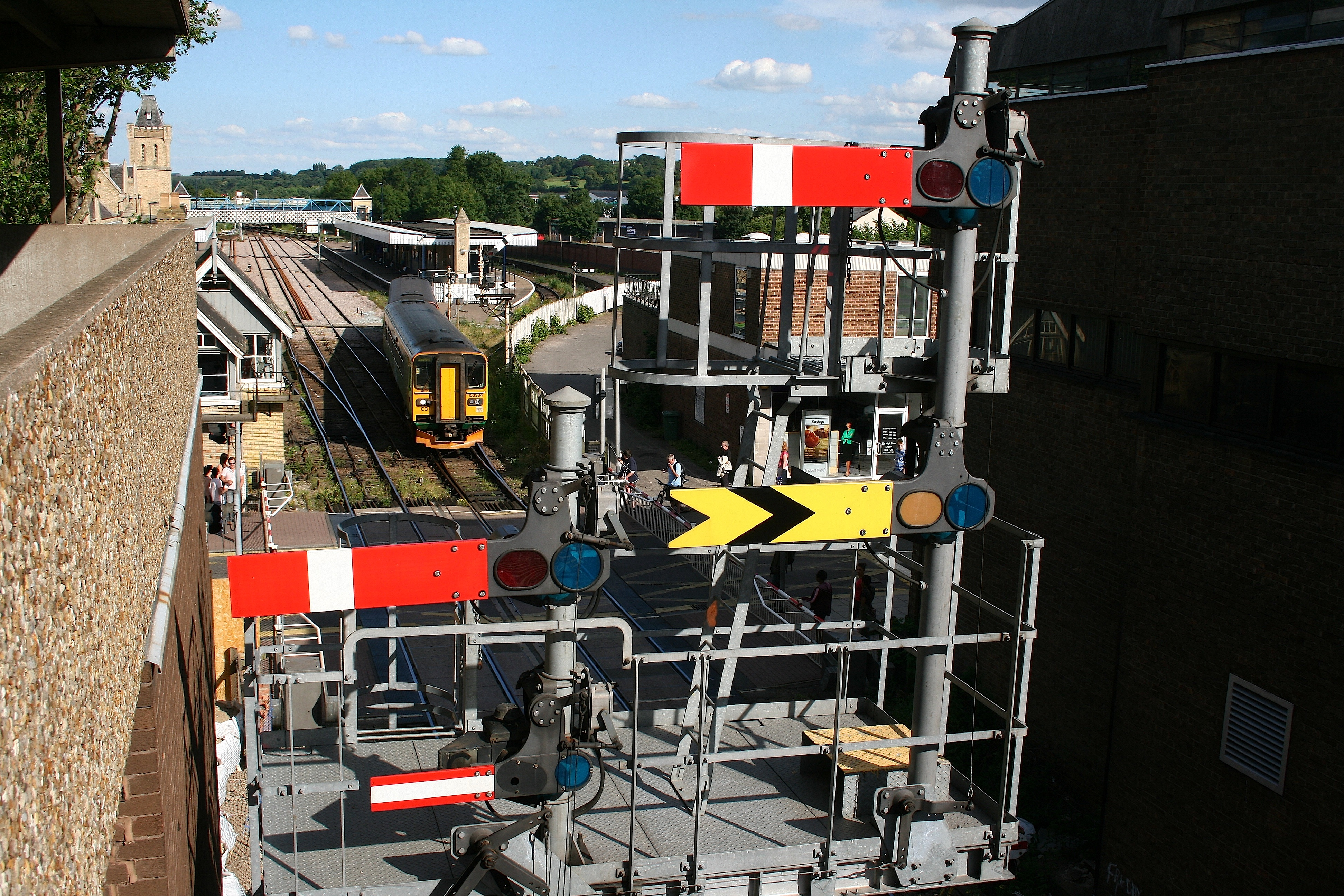
Armseinen (2008)